# Temps de neu
Temps de neu és un programa dedicat als esports d'hivern.
És un dels programes més antics de Televisió de Catalunya. S'emet els dijous de desembre a maig a les 22:30. Actualment s'emet al Canal Esport3. Antigament s'havia emès al canal 33. El presentador del programa és Antoni Real Martí. El programa està dedicat a la neu, i especialment, a l'alta competició blanca.